# Proteína C
La proteína C, también conocida como autotrombina II-A y factor de coagulación XIV, es un zimógeno, su forma juega un papel importante regulando la anticoagulación, inflamación, muerte celular y manteniendo la permeabilidad de las paredes de los vasos sanguíneos en los seres humanos y otros animales. La proteína C activada (APC, por sus siglas en inglés) realiza estas operaciones principalmente por medio de proteínas proteolíticamente inactivas como el Factor Va y el Factor VIIIa. La APC se clasifica como una proteasa de serina, ya que contiene un residuo de serina en su sitio activo. En los seres humanos, la proteína C es codificada por el gen PROC, que se encuentra en el cromosoma.
La forma zimogénica de la proteína C es una glicoproteína dependiente de vitamina K que circula en el plasma sanguíneo. Su estructura es la de un polipéptido de dos cadenas que se conforma de una cadena ligera y una cadena pesada unidas por un enlace disulfuro. El zimógeno de la proteína C se activa cuando se une a la trombina, otra proteína involucrada en la coagulación, la activación de la proteína C es promovida en gran medida por la presencia de la trombomodulina y el receptor endotelial de la proteína C (EPCR). Debido al papel del EPCR, la proteína C activada se encuentra sobre todo cerca de las células endoteliales (es decir, las que conforman las paredes de los vasos sanguíneos), y son estas células y los leucocitos (glóbulos blancos) los que afectan a la APC. Debido al papel fundamental que desempeña la proteína C como anticoagulante, aquellos con deficiencias de proteína C, o algún tipo de resistencia a la APC, sufren de un aumento significativo al riesgo de la formación de coágulos sanguíneos peligrosos (trombosis).
La investigación sobre el uso clínico de la proteína C activada también conocido como drotrecogina alfa activada (marca Xigris) ha estado rodeada de controversia. El fabricante Eli Lilly and Company realizó una campaña agresiva de marketing para promover su uso en personas con sepsis grave y shock séptico incluyendo el patrocinio de la campaña de 2004 Sobreviviendo a la Sepsis. Una revisión Cochrane en 2011, encontró que su uso no es recomendable, ya que no mejora la supervivencia (y aumenta el riesgo de sangrado).

## Historia
El papel anticoagulante de la proteína de C en el cuerpo humano fue observado por primera vez por Seegers et al. en 1960, quien dio a la proteína C su nombre original, autotrombina II. La proteína C fue aislada por primera vez en 1976 por Johan Stenflo a partir de plasma bovino, y fue él quien determinó que era una proteína dependiente de la vitamina K. La nombró proteína C porque fue la tercera proteína ("peak C") que eluyó de una cromatografía de intercambio iónico en DEAE-Sepharose. En ese momento Seegers buscaba los factores de coagulación dependiente de vitamina K que miden la función de coagulación global no detectados mediante el análisis de coagulación. Poco después de esto, Seegers reconoció que el descubrimiento de Stenflo era idéntico al suyo. La proteína C activada fue descubierta más tarde ese año, y en 1977 fue reconocida por primera vez que la APC inactiva al Factor Va. En 1980, Vehar y Davy descubrieron que APC también activa el Factor VIII, y poco después, la proteína S fue reconocida por Walker como un cofactor. En 1982, un estudio familiar de Griffin et al. asoció la deficiencia de proteína C a síntomas de trombosis venosa. Homocigotos con deficiencia de proteína C y los graves efectos para la salud fueron descritos en 1984 por varios científicos. La clonación del ADNc de la proteína C se realizó por primera vez en 1984 por Beckmann et al. quienes produjeron un mapa del gen responsable de la producción de la proteína C en el hígado. En 1987 se realizó un experimento seminal (Taylor et al.) mediante el cual se demostró que la proteína C activada impide la coagulopatía y muerte en babuinos infundidos con concentraciones letales de E. coli.
En 1993, una resistencia hereditaria a APC fue detectada por Dahlbäck et al. asociada a la trombofilia familiar. En 1994, se observó una mutación genética relativamente común que produce el factor V, (Bertina et al.). Dos años más tarde, se obtuvieron imágenes de una APC sin dominio Gla con una resolución de 2.8 Å. Con el ensayo clínico PROWESS en 2001, se reconoció que muchos de los síntomas de la sepsis pueden ser mejorados mediante la infusión de APC, y las tasas de mortalidad de los pacientes se disminuyeron significativamente. A finales de ese año, la drotrecogina alfa (activada), un recombinante de la proteína C activada humana, se convirtió en el primer fármaco aprobado por la FDA para el tratamiento de sepsis en Estados Unidos. En 2002, la revista Science publicó un artículo que mostró por primera vez la proteína C activa la proteasa activada del receptor-1 (PAR-1) y este proceso representa la modulación de la proteína en el sistema inmune.

## Síntesis, estructura y activación
La proteína C humana es una glucoproteína dependiente de la vitamina K, estructuralmente similar a otras proteínas dependientes de la vitamina K que afectan a la coagulación de la sangre, tales como la protrombina, Factor VII, Factor IX y Factor X. La síntesis de proteínas C se produce en el hígado y comienza con una molécula precursora de cadena sencilla: un péptido N-terminal de 32 aminoácidos que precede a un propéptido. La proteína C se forma cuando se elimina un dipéptido de Lys198 y Arg199; esto provoca que se transforme en un heterodímero con los hidratos de carbono N ligados a cada cadena. La proteína tiene una cadena ligera (21 kDa) y una cadena pesada (41 kDa) unidas por un enlace disulfuro entre Cys183 y Cys319.
La activación de la proteína C es fuertemente promovida por la trombomodulina y el receptor endotelial de la proteína C (EPCR), el último de los cuales se encuentra principalmente en las células endoteliales (células en el interior de los vasos sanguíneos). La presencia de la trombomodulina acelera la activación en varios órdenes de magnitud y el EPCR acelera la activación en un factor de 20. Si cualquiera de estas dos proteínas está ausente en las muestras murinas, el ratón muere de coagulación excesiva de la sangre mientras aún se encuentra en un estado embrionario. En el endotelio, la APC desempeña un papel importante en la regulación de la coagulación sanguínea, la inflamación y la muerte celular (apoptosis). Debido al efecto de la aceleración de la trombomodulina en la activación de la proteína C, puede decirse que la proteína no es activada por el complejo trombina, sino por la trombina-trombomodulina (o incluso por trombina-trombomodulina-EPCR). Una vez en su forma activa, la APC puede o no ligarse a EPCR, la cual tiene aproximadamente la misma afinidad que el zimógeno de la proteína.

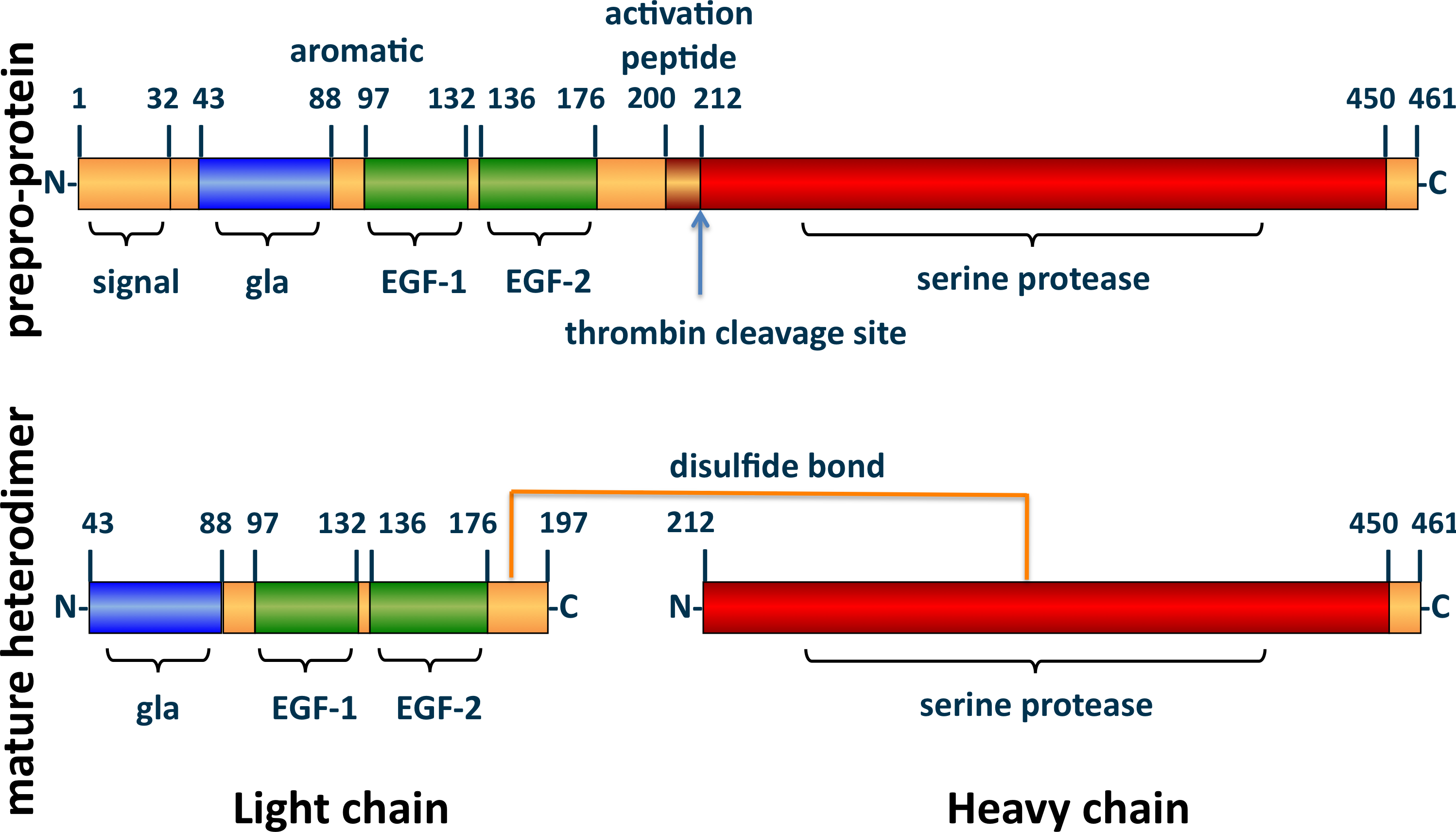
Estructura del dominio de una pre-proteína C (arriba) y el heterodímero maduro (abajo).

El dominio Gla es particularmente útil para la unión de fosfolípidos con carga negativa para la anticoagulación y de EPCR para la citoprotección. Una exositio particular, aumenta la capacidad de la proteína de C para inactivar de manera eficiente el Factor Va. Otro es necesario para la interacción con la trombomodulina.
La proteína C en forma de zimógeno está presente en el plasma sanguíneo de un humano adulto normal a concentraciones entre 65-135 UI/dl. La proteína C activada se encuentra en niveles aproximadamente 2000 veces menor a esto. La poca deficiencia de proteína C corresponde a niveles en plasma por encima de 20 UI/dl, pero por debajo del rango normal. Deficiencias severas describen las concentraciones en sangre entre 1 y 20 UI/dl; deficiencias severas producen niveles de proteína C por debajo de 1 UI/dl o niveles indetectables.

## Vías
Las vías de la proteína C son las reacciones químicas específicas que controlan el nivel de expresión de APC y su actividad en el cuerpo. La proteína C es pleiotrópica, con dos funciones principales: anticoagulación y citoprotección (su efecto directo sobre las células). La función que desempeña la proteína C depende su APC permanece unida al EPCR después de ser activada, los efectos anticoagulantes ocurren cuando no se mantiene unida. En este caso, la proteína C funciona como un anticoagulante por medio de la inactivación proteolítica irreversible del Factor Va y el Factor VIIIa, convirtiéndolos en el Factor Vi y el Factor VIIIi, respectivamente. Cuando aún está unida al EPCR la proteína C activada realiza sus efectos citoprotectores, actuando el sustrato PAR-1. Hasta cierto punto, las propiedades anticoagulantes de APC son independientes de sus efectos citoprotectores, ya que la expresión de una vía no se ve afectada por la existencia de la otra.

### Efectos anticoagulantes

Coagulación de la sangre y la vía de anticoagulación de la proteína C.

La proteína C es un componente importante para la anticoagulación en el cuerpo humano. Actúa como un zimógeno serina-proteasa: APC hace proteólisis en los enlaces peptídicos en el factor V activado y el Factor VIII activado (Factor Va y el Factor VIIIa). Estas proteínas que inactiva la APC, el Factor Va y el Factor VIIa, son co-factores altamente procoagulantes en la generación de trombina, que es un elemento crucial en la coagulación de la sangre; juntos son parte del complejo protrombinasa. Los cofactores que inactivan el Factor Va y el Factor VIIIa son la proteína S, el Factor V, lipoproteínas de alta densidad, fosfolípidos aniónicos y glicoesfingolípidos.
El Factor Va se une a la protrombina y al factor Xa, aumentando así, en cuatro órdenes de magnitud la velocidad a la que la trombina es producida (10,000x). La inactivación del Factor Va detiene la producción de trombina. El Factor VIII, por otro lado, es un cofactor en la producción que a su vez convierte la protrombina en trombina. Debido a su importancia en la coagulación, el Factor VIII también se conoce como factor anti-hemofílico, y las deficiencias de este factor provocan la hemofilia A. La inactivación del Factor VIIIa aún no está bien comprendida. La vida media del Factor VIIa es alrededor de dos minutos a menos que el Factor IXa esté presente para estabilizarlo. Algunos han cuestionado la importancia de la inactivación del Factor VIIIa de APC, y se desconoce en qué medida el Factor V y la proteína S son cofactores en su proteólisis. Se sabe que la APC trabaja en el Factor VIIIa mediante su adhesión en dos sitios, Arg336 y Arg562, cualquiera de los cuales es suficiente para desactivar el Factor VIIIa y convertirlo a Factor VIII.

### Efectos citoprotectores
Cuando APC está ligado a EPCR, se realizan una serie de funciones citoprotectoras importantes (es decir, que protegen las células), la mayor parte de las funciones que se sabe requieren EPCR y PAR-1. Estas incluyen la regulación de la expresión génica, efectos antinflamatorios, efectos antiapoptóticos y protección de la función de la barrera endotelial.
El tratamiento de células con APC demuestra que su modulación de la expresión génica controla eficazmente las principales vías del comportamiento inflamatorio y la apoptosis. Hay alrededor de 20 genes que son regulados por la proteína C, y 20 genes que son regulados en dirección 3': los primeros son generalmente antiinflamatorios y anti vías de apoptosis, mientras que los segundos tienden a ser proinflamatorios y proapoptóticos. Los mecanismos de APC para alterar perfiles de expresión génica no son bien comprendidos, pero se cree que al menos en parte, implican un efecto inhibidor sobre la actividad del factor de transcripción. Las proteínas importantes que APC regula son Bcl-2, eNOS e IAP. APC tiene efectos significativos en la baja regulación de p53 y Bax.
Los científicos reconocen que la proteína C activada tiene efectos antiapoptóticos, pero no tienen claro cuál es el mecanismo exacto por el cual inhiben la apoptosis. Se sabe que la APC es un neuroprotector. Los efectos apoptóticos de APC son una razón por la que éste es eficaz en el tratamiento de la sepsis, la reducción de los niveles de apoptosis se correlacionan con mayores tasas de supervivencia en pacientes sépticos. La inhibición de la apoptosis se logra con la disminución de la activación de la caspasa 3 y caspasa 8, la mejora de la relación Bax/Bcl-2 y la baja regulación de p53.

## Papel en la medicina
La APC ha sido objeto de gran controversia desde su aprobación para uso clínico en 2001. Una revisión Cochrane en 2011 llegó a la conclusión de que no disminuye la mortalidad en la sepsis grave o shock séptico. Hay una controversia en cuanto a si los estudios después de PROWESS confirman sus resultados.
Se ha observado que los niveles de proteína C pueden ser usados para predecir la mortalidad en pacientes con sepsis. Debido a esto, y a sus efectos anticoagulantes y citoprotectores, la proteína C ha sido sugerida, junto con muchos otros fármacos, para uso en el tratamiento de pacientes con sepsis grave. En noviembre de ese año, la FDA aprobó la drotrecogina alfa activada (DrotAA) como tratamiento clínico en adultos con sepsis severa y con un alto riesgo de muerte. La drotrecogina alfa-activada es una forma recombinante de la proteína C activada humana (rhAPC), es decir, es una proteína producida por medio de ADN recombinante. Se comercializa como Xigris por Eli Lilly and Company, pero recientemente ha sido retirada del mercado.
APC ha sido estudiada para ser un posible tratamiento en la lesión pulmonar, después de los estudios se demostró que en los pacientes con lesión pulmonar reduce los niveles de APC en partes específicas de los pulmones lo que la correlacionaron con peores resultados. APC también se ha considerado para su uso en la mejora de los resultados del paciente con isquemia cerebrovascular, una emergencia médica en la que la obstrucción arterial priva a una región del cerebro de oxígeno, provocando la muerte del tejido. Estudios prometedores sugieren que la APC podría acoplarse con el único tratamiento aprobado actualmente, el activador tisular del plasminógeno (tPA), para proteger al cerebro de los efectos secundarios dañinos del tPA, además de prevenir la muerte celular por falta de oxígeno (hipoxia). El uso clínico de APC también se ha propuesto para mejorar el resultado del trasplante de islotes pancreáticos en el tratamiento de diabetes de tipo I.